# Kamienica przy ul. Jana III Sobieskiego 16 w Sanoku
Kamienica przy ul. Jana III Sobieskiego 16 w Sanoku – kamienica położona w Sanoku.
Pierwotnie był to dom rodziny Filipczaków.
Do numeru 16 byli przypisani: w 1935 Mojżesz Engländer, w 1938 inż. mierniczy Marek Schönkopf. Do 1939 właścicielami kamienicy byli Emilia i Efraim Weidman, który był adwokatem z tytułem doktora.
Od początku lat 60. w kamienicy swoją siedzibę objął Cech Rzemiosł Różnych w Sanoku, który nabył budynek na własność (w 1911 cech rzemieślniczy w Sanoku obchodził 400-lecie istnienia, a w 2011 CRR obchodził jubileusz 500-lecia istnienia). W latach 90. w budynku funkcjonował sanocki oddział Stronnictwa Demokratycznego.  W lokalu kamienicy podjęło działalność założone w 2009 Stowarzyszenie Opieki nad Starymi Cmentarzami w Sanoku oraz podmioty prowadzące działalności komercyjne. Pozostałe pomieszczenia stanowią mieszkania.
W 2012 nadano nowy wygląd połowie elewacji frontowej od zachodu.
Budynek został wpisany do rejestru zabytków (2006) oraz do gminnej ewidencji zabytków miasta Sanoka.